# Alexei Ratmansky

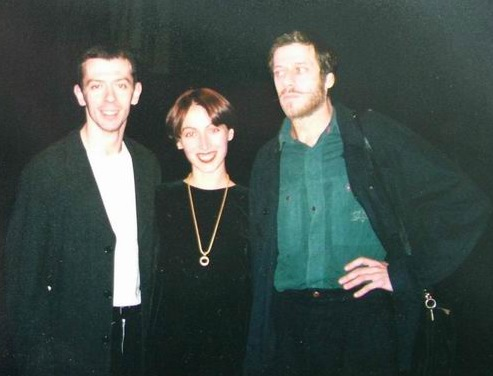
Von links: Alexei Ratmansky, Tatiana Ratmansky, Yuri Khanon.
«Mittleres Duett», Mariinski-Theater, 1998

Alexei Ratmansky, russisch Алексей Осипович Ратманский, Transkription Alexei Ossipowitsch Ratmanski,  (* 27. August 1968 in Leningrad) ist ein ukrainischer, russischer und amerikanischer Tänzer und Choreograph, der für Rekonstruktionen und Inszenierungen von Ballettinszenierungen und -fassungen des 19. und frühen 20. Jahrhunderts bekannt ist.
Ratmansky wurde an der Ballettakademie des Bolschoitheaters in Moskau als Tänzer ausgebildet. Er war erster Solist beim Ukrainischen Nationalballett, beim Royal Winnipeg Ballet und dem Den Kongelige Ballet. Noch als aktiver Tänzer begann er zu choreographieren.
Als Choreograph arbeitete er unter anderem für das Mariinski-Ballett in Sankt Petersburg, das Ballett der Pariser Oper, das Royal Ballet, das Den Kongelige Ballet, das königlich schwedische Ballett, das New York City Ballett, das Nationalballett der Niederlande, das American Ballet Theatre und das San Francisco Ballet.
2004 bis 2008 war er künstlerischer Direktor des Bolschoi-Balletts in Moskau. Für dieses schuf er die Ballettstücke Mittleres Duett (1998), The Bright Stream (2003), The Bolt (2005), Verlorene Illusionen (2011) und Bilder einer Ausstellung (2014). Er schuf Choreographien für die Tänzerinnen Nino Ananiaschwili, Wendy Wheelan, Diana Wiktorowna Wischnjowa und für Mikhail Baryshnikov. Sein Concerto DSCH von 2008 ist ein Ballett zum zweiten Klavierkonzert von Schostakowitsch.
Ab 2009 ist er als Artist in Residence mit dem American Ballet Theatre in New York verbunden.
Er ist bekannt für Rekonstruktionen von alten Ballettinszenierungen, so von Le Corsaire (2007, mit dem Bolschoi-Ballett, Moskau), Flammen von Paris (2008, uraufgeführt 1932 in Leningrad mit der Choreographie von Vasili Vainonen, Musik Boris Wladimirowitsch Assafjew, basierend auf Gesängen der französischen Revolution), Paquita in der Version von Marius Petipa (2014, Bayerische Staatsoper), Schwanensee von Petipa und Lew Iwanow (2016, Opernhaus Zürich, Scala), Harlequinade von Petipa und Riccardo Drigo (2018 mit dem American Ballet Theatre an der Metropolitan Opera in New York) und Adolphe Adams Giselle nach der Choreografie von Jules Perrot und Petipa (2019 mit dem Bolschoi-Ballett in Moskau). Für seine Rekonstruktionen benutzte Ratmansky die in Stepanow-Notation erhaltenen Aufzeichnungen, die an der Harvard University (Houghton Library) verwahrt werden (Sergejew-Sammlung). Der Choreograph des kaiserlichen russischen Balletts in Sankt Petersburg Sergejew brachte die Sammlung 1918 nach der russischen Revolution in die USA, wo sie seit 1969 in Harvard ist.
Viermal erhielt Ratmansky die Goldene Maske (1998, 2004, 2007, 2010), 2005 den Prix Benois de la Danse (für Anna Karenina), 2006 den Dmitry Shostakovich Preis und den Londoner Critics Circle Award, er erhielt den Bessie Award und 2011 den Dance Magazine Award. 2011 wurde er Ritter des dänischen Danebrog-Ordens.
Im Februar 2024 nannte er es in einem Interview einen "Fehler", nach 2014 noch in Russland gearbeitet zu haben und sprach sich gegen Kollegen aus, die in der gegenwärtigen Kriegssituation sowohl in Russland als auch im Westen auftreten. Er verglich die Lage in Russland, wo sein Name von Plakaten und Besetzungslisten gestrichen wurde, mit der ehemaligen Sowjetunion: "Es fasziniert mich auf negative Weise, wie schnell Russland zurückspringt in seine dunkelste Zeit. Es geht heute nicht einmal um eine Ideologie, sondern nur darum, sich auf zynische Art und Weise Gebiete einzuverleiben."